# Барасетти, Мариано
Мариа́но Хоаки́н Барасе́тти (исп. Mariano Joaquín Baracetti, 12 июля 1974; Буэнос-Айрес, Аргентина) — аргентинский пляжный волейболист. Участник трёх олимпийских игр. (один раз в паре с Хосе Салема, а также дважды с Мартином Конде).

## Олимпийская биография
На летних Олимпийских играх Мариано дебютировал в 2000 году на играх в Сиднее. Партнёром Барасетти на турнире являлся Хосе Салема. Дебютные игры сложились для аргентинского дуэта очень неудачно. В первом раунде Барасетти с Салемой уступили российскому дуэту Кушнерёв — Ермишин со счётом 4:15, а во втором раунде уступили австралийской паре Гринлобс — Слэк 2:15 и заняли последнее 19 место на олимпийском турнире. Через год после окончания игр Барасетти начал выступать с новым партнёром (Мартин Конде).
В 2004 году на летних Олимпийских играх в Афинах формат турнира по пляжному волейболу претерпел изменения. Вместо отборочных этапов был введён групповой раунд. Выиграв все три матча в группе F, аргентинский дуэт, в первом же раунде плей-офф, уступил канадской паре Чайлд — Гис и занял 9 место.
Летние Олимпийские игры 2008 года сложились для пары Конде — Барасетти неудачно. В групповом турнире была одержана лишь одна победа, также как и у Швейцарской пары, но по результатам личных встреч аргентинский дуэт оказался позади. В итоге Барасетти и Конде заняли последнее место в группе и 19 место в общем зачёте олимпийского турнира по пляжному волейболу.

## Достижения
- Чемпион мира по пляжному волейболу 2001 года (в паре с Мартином Конде);
- Обладатель кубка мира по пляжному волейболу 2002 года (в паре с Мартином Конде).